# Volodymyr Morozov (kanotist född 1940)
Volodymyr Morozov, född 4 mars 1940 i Krasnovodsk, Turkmenistan, död 8 februari 2023, var en turkmenisk-ukrainsk kanotist som tävlade för Sovjetunionen.
Morozov tog OS-guld i K-4 1000 meter i samband med de olympiska kanottävlingarna 1964 i Tokyo.
Han tog OS-guld i K-2 1000 meter i samband med de olympiska kanottävlingarna 1968 i Mexico City.
Han tog därefter OS-guld igen i K-4 1000 meter i samband med de olympiska kanottävlingarna 1972 i München.